# Hope Cove
Hope Cove – mała nadbrzeżna wieś w Anglii, w hrabstwie Devon, w dystrykcie South Hams, w parafii South Huish. Znajduje się około 8 kilometrów na zachód od Salcombe oraz 8 kilometrów na południowy zachód od Kingsbridge. Znajdują się tam dwie plaże oddzielone przez przylądek Bolt Tail.
Wieś dawniej dzieliła się na dwie części: Outer Hope i Inner Hope. Inner Hope podlegała parafii Malborough aż do 1970 roku, kiedy została połączona z Outer Hope - położoną na drugiej stronie małego przylądka. Obydwie części wsi początkowo rozwijały się jako lokalne centra przemysłu rybnego. Hope Cove znane także było z przemytu i plądrowania rozbitych statków.
W 1588 roku statki hiszpańskiej Wielkiej Armady minęły wioskę, kiedy kierowały się wzdłuż kanału La Manche. Gdy zostały pokonane i wycofywały się przez sztorm, transportowiec San Pedro el Mayor, służący jako szpital, został wyniesiony przez fale na skały pomiędzy Inner i Outer Hope. 140 rozbitków zostało początkowo skazanych na śmierć, ale ostatecznie ich wykastrowano i wysłano z powrotem do Hiszpanii.
Royal National Lifeboat Institution (RNLI) od 1878 roku posiadała w Hope Cove łódź ratunkową. Ziemię pod przystań ufundował hrabia Devon. Łódź zastępowana była w latach 1887, 1900 oraz 1903. Wszystkie nazywały się Alexandra. Stacja została zamknięta w kwietniu 1930 roku, ponieważ sąsiednią przystań w Salcombe wyposażono w łódź ratunkową zdolną do obsługi całej zatoki Bigbury.
Od roku 1992 w Hope Cove ponownie stacjonowała łódź ratownicza obsługiwana przez ochotniczą straż przybrzeżną, dowodzoną przez Maritime and Coastguard Agency (MCA), jako część Cliff Rescue Team (CRT). W 2010 roku zapadła decyzja aby MCA nie obsługiwała już żadnych łodzi ratunkowych w Wielkiej Brytanii. Podsekretarz transportu jednak wyraził potrzebę dalszego działania placówki w Hope Cove i dał wsi szansę utworzenia Niezależnej Łodzi Ratunkowej (Independent Life Boat). W wiosce zorganizowano publiczne zebranie, na którym jednogłośnie poparto utworzenie spółki z ograniczoną odpowiedzialnością oraz zorganizowano zbiórkę pieniędzy na ten cel. W końcu utworzono 63 Niezależną Łódź Ratunkową, współpracującą z RNLI i MCA w celu ochrony życia na terenie zatoki Bigbury.
Obecnie we wsi rozwija się głównie turystyka, wioska była również scenerią kultowego brytyjskiego filmu The Supergrass. Okoliczne tereny znajdują się w South Devon Area of Outstanding Natural Beauty.